# Andrey Krukov
Andrey Krukov (russisch Андрей Круков / Andrei Krukow; * 7. Januar 1971 in Qaraghandy, Kasachische SSR, Sowjetunion) ist ein ehemaliger kasachischer Eiskunstläufer, der für Kasachstan und Aserbaidschan im Paarlauf startete.

## Karriere
Mit Marina Chalturina nahm Krukov unter kasachischer Flagge zwischen 1994 und 1998 an internationalen Wettbewerben teil. 1998 wurden sie 14. bei den Olympischen Winterspielen 1998. Das Paar trennte sich 1999 und Krukov tat sich mit der für Aserbaidschan startenden Inga Rodionowa zusammen. Nachdem er weitere zwei Jahre lang erfolgreich mit Rodionowa gelaufen war, beendete er 2001 seine Karriere als Eiskunstläufer.

## Ergebnisse (Auswahl)
falls nichts anderes angegeben: mit Marina Chalturina (für Kasachstan)
| Wettbewerb / Saison              | 1993/94 | 1994/95 | 1995/96 | 1996/97 | 1997/98 | 1998/99 | 1999/2000 | 2000/01 |
| -------------------------------- | ------- | ------- | ------- | ------- | ------- | ------- | --------- | ------- |
| Olympische Winterspiele          |         |         |         |         | 14.     |         |           |         |
| Weltmeisterschaften              | 18.     | 13.     | 17.     | 12.     | 11.     |         | 14.*      | 13.*    |
| Europameisterschaften            |         |         |         |         |         |         | 11.*      | 8.*     |
| Skate Canada                     |         |         |         |         | 2.      |         |           |         |
| Aserbaidschanische Meisterschaft |         |         |         |         |         |         | 1.*       |         |

-* mit Inga Rodionowa (für Aserbaidschan)